# Bangladesh Football Federation
De Bangladesh Football Federation (Bengaals: 'বাংলাদেশ ফুটবল ফেডারেশন, afkorting: BFF) is de Bengalese voetbalbond en werd opgericht in 1972. De bond organiseert het Bengalees voetbalelftal en het professionele voetbal in Bangladesh (onder andere het Bangladesh Premier League). De voorzitter is Kazi Salahuddin. De BFF is aangesloten bij de FIFA sinds 1974 en bij de AFC sinds 1973.